# ديفيد فرانكا أوليفيرا إي سيلفا
ديفيد فرانكا أوليفيرا إي سيلفا (بالبرتغالية: David França Oliveira e Silva‏) هو لاعب كرة قدم برازيلي في مركز الوسط، ولد في 29 مايو 1982 في آراكسا في البرازيل. لعب مع أتلتيكو باراناينسي وبوغون شتشين ونادي غوياس ونادي فلومينينسي ونادي فيلا نوفا ونادي ناوتيكو.

## وصلات خارجية
- ديفيد فرانكا أوليفيرا إي سيلفا على موقع قاعدة بيانات كرة القدم.إي يو (الإنجليزية)
- ديفيد فرانكا أوليفيرا إي سيلفا على موقع Soccerway.com (الإنجليزية)